# レインジャー計画

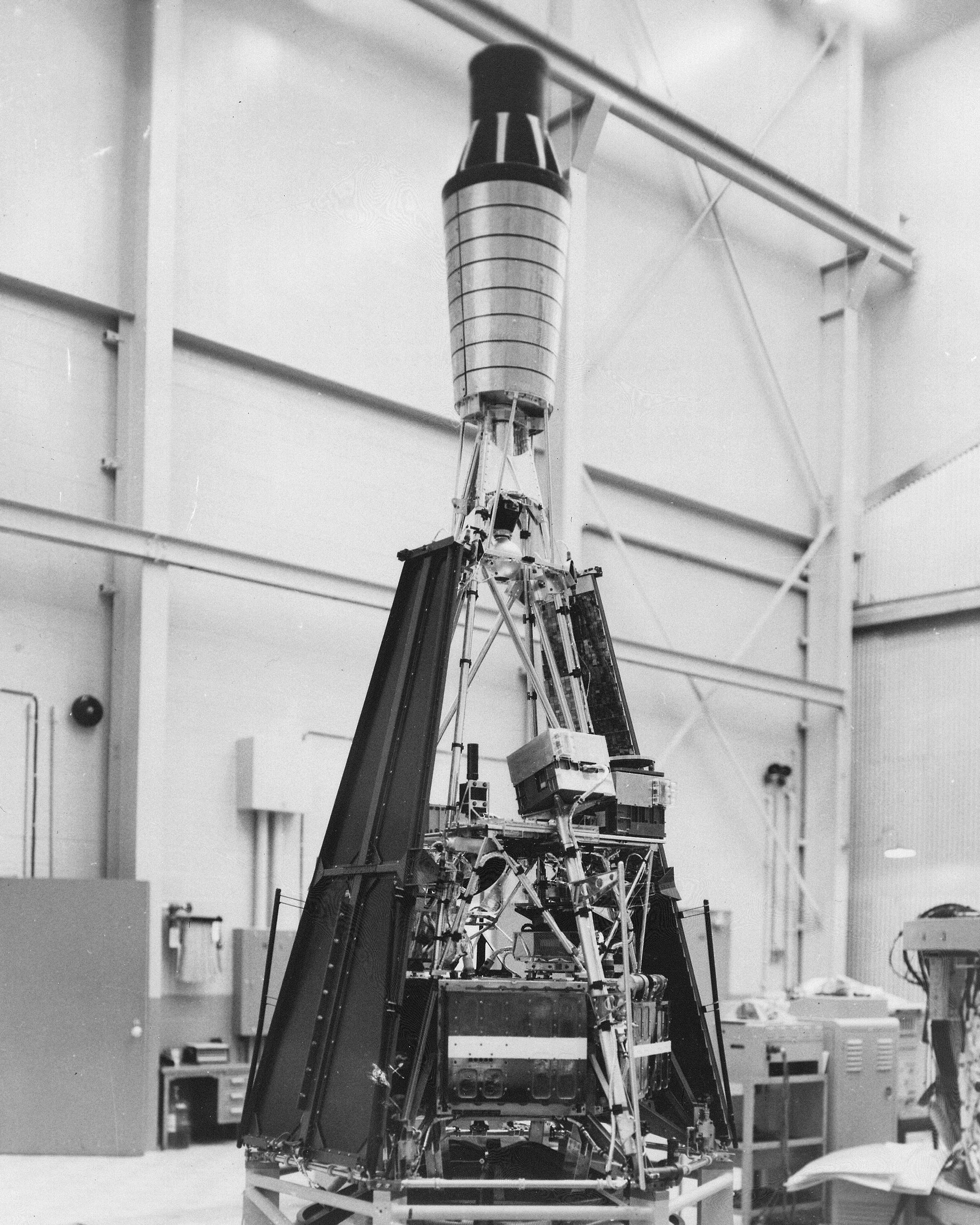
レインジャー探査機ブロック1

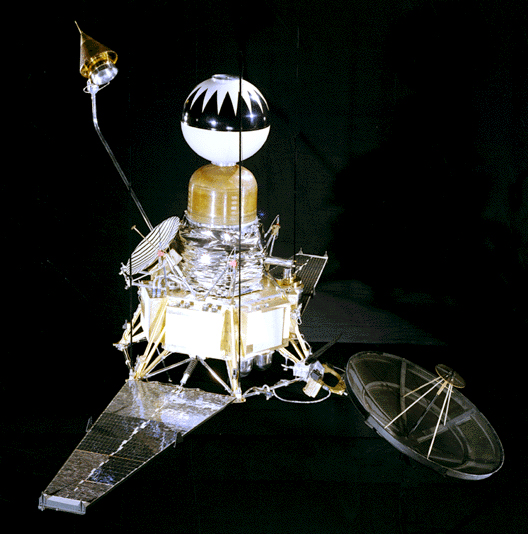
レインジャー探査機ブロック2

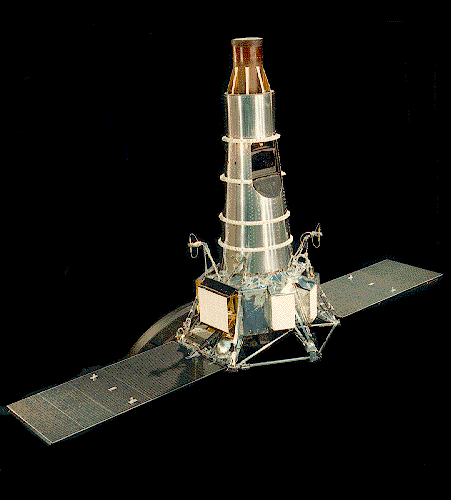
レインジャー探査機ブロック3

レインジャー計画（レインジャーけいかく、英: Ranger program）は、アメリカ航空宇宙局の月探査計画。月探査機により月の近接写真を撮影した。1959年から計画は開始され、9基が打ち上げられた。

## 概要
アメリカ合衆国は1950年代から1960年代にかけて宇宙開発競争の一環として、積極的な月の探査を行っていた。パイオニア計画の月探査機に続き、月の近接写真撮影をはじめとする探査計画が1959年より開始され、レインジャー計画と命名された。計画はブロック1からブロック3まで3段階に分かれていた。
探査機は高感度アンテナ、太陽電池、6台のカメラなどで構成されていた。ブロック2では地震計を搭載した着陸カプセルを月に投下する予定であったが、いずれも成功しなかった。
この計画の成果は後続のサーベイヤー計画に受け継がれた。

### ブロック1
探査機の性能試験を行う段階であり、レインジャー1号と2号が打ち上げられた。姿勢制御システムの試験などを地球周回軌道上で行う予定であったが、二機とも軌道投入に失敗し、十分な試験は行えなかった。

### ブロック2
ブロック2として3号から5号までが打ち上げられた。地球周回軌道は離脱したものの、機器の故障などにより3号と5号は月に到達せず、4号は観測成果を送信しなかった。探査機本体が月面に衝突する直前にカプセルを分離して月面に軟着陸させる計画だったが、いずれも失敗に終わった。

### ブロック3
1964年から1965年にかけて、6号から9号までの4機が打ち上げられた。6号は機器が故障したものの、7号以降は完全な動作を果たした。それにより、月に衝突するまで、詳細な画像を地球に送信し、月の近接撮影に成功した。なお、ブロック3は着陸カプセルを搭載せず、観測を終えた探査機は月との衝突により失われる計画であった。

## 一覧
| 名称            | 打上げ         | 成否 | 結果                                                  |
| --------------- | -------------- | ---- | ----------------------------------------------------- |
| レインジャー1号 | 1961年8月23日  | 失敗 | 軌道投入失敗                                          |
| レインジャー2号 | 1961年11月18日 | 失敗 | 打ち上げ失敗                                          |
| レインジャー3号 | 1962年1月26日  | 失敗 | 月に衝突せず                                          |
| レインジャー4号 | 1962年4月23日  | 失敗 | アメリカ初の月面到達 月に衝突したがデータの送信に失敗 |
| レインジャー5号 | 1962年10月18日 | 失敗 | 月に衝突せず                                          |
| レインジャー6号 | 1964年1月30日  | 失敗 | 月に衝突したがカメラの故障により観測失敗              |
| レインジャー7号 | 1964年7月28日  | 成功 | 観測成功後に既知の海に衝突                            |
| レインジャー8号 | 1965年2月17日  | 成功 | 観測成功後に静かの海に衝突                            |
| レインジャー9号 | 1965年3月21日  | 成功 | 観測成功後にアルフォンスス・クレーターに衝突          |